# Nieuwe Abeele
Nieuw Abeele ist eine Bauerschaft innerhalb der Gemeinde Middelburg innerhalb der niederländischen Provinz Zeeland. Sie umfasst die Straßen Abeelseweg und Nieuwe Vlissingseweg.

## Geschichte
Vor 1870 war sie ein Teil von Groot-Abeele aber aufgrund des Baus vom Kanaal door Walcheren sowie des Nieuwe Vlssingseweg wurde sie von diesem getrennt. Hier siedelten sich entlang des Kanals an der damaligen Eisenbahnstrecke Vlissingen-Middelburg nebst der Landarbeiter auch Arbeiter der Straßenbahngesellschaft an.

## Geographie
Seit dem Jahr 1966 gehört sie zum Gebiet der Gemeinde Middelburg. Schon davor gab es ab 1941 Pläne die das Gebiet aus der damaligen Gemeinde Oost- en West-Souburg zu inkorporieren. Die Ortszeichen wurden gegen die von Middelburg ersetzt, womit sie als ein gefährdeter Ort angesehen werden kann. Denn im Gegensatz dazu, wurden ebenfalls eingemeindeten Oudedorp und Schellach historische Ortsschilder angebracht. Bislang wurde der Ort jedoch noch nicht von Middelburg komplett eingenommen.
Es gibt hier etwa 60 Häuser mit 150 Einwohnern, die sich etwa gleich auf beide Straßen verteilen.